# كارل بيرسون (لاعب هوكي الجليد)
كارل بيرسون (بالسويدية: Carl Persson)‏ هو لاعب هوكي الجليد سويدي، ولد في 28 يونيو 1995 في كريستيانستاد في السويد.

## وصلات خارجية
- كارل بيرسون على موقع دوري الهوكي الوطني (الإنجليزية)
- كارل بيرسون على موقع EliteProspects.com (الإنجليزية)
- كارل بيرسون على موقع Eurohockey.com (الإنجليزية)
- كارل بيرسون على موقع HockeyDB.com (الإنجليزية)